# Zack Lively
Pour les articles homonymes, voir Lively.
Zack Lively (né le 20 mars 1987 à Nampa, Idaho) est un acteur américain notamment connu pour son rôle de Jess dans la série télévisée Greek.

## Filmographie
- 2006 : La Vie de palace de Zack et Cody
- 2007 : Zoé (le petit ami de Lola)
- 2007 : Cavemen (Trent)
- 2007-2011 : Greek (Jess)
- 2007 : Passions (Harrison)
- 2009 : Glee (Lipoff)
- 2009 : Three Rivers (Chad)
- 2010 : Cold Case : Affaires classées (Kevin Harkin)
- 2010 : NCIS : Enquêtes spéciales (Conrad Zuse)